# Heteropoda dasyurina
Heteropoda dasyurina är en spindelart som först beskrevs av Henry Roughton Hogg 1914.  Heteropoda dasyurina ingår i släktet Heteropoda och familjen jättekrabbspindlar. Inga underarter finns listade i Catalogue of Life.